# Verenigd Koninkrijk op het Eurovisiesongfestival 2018

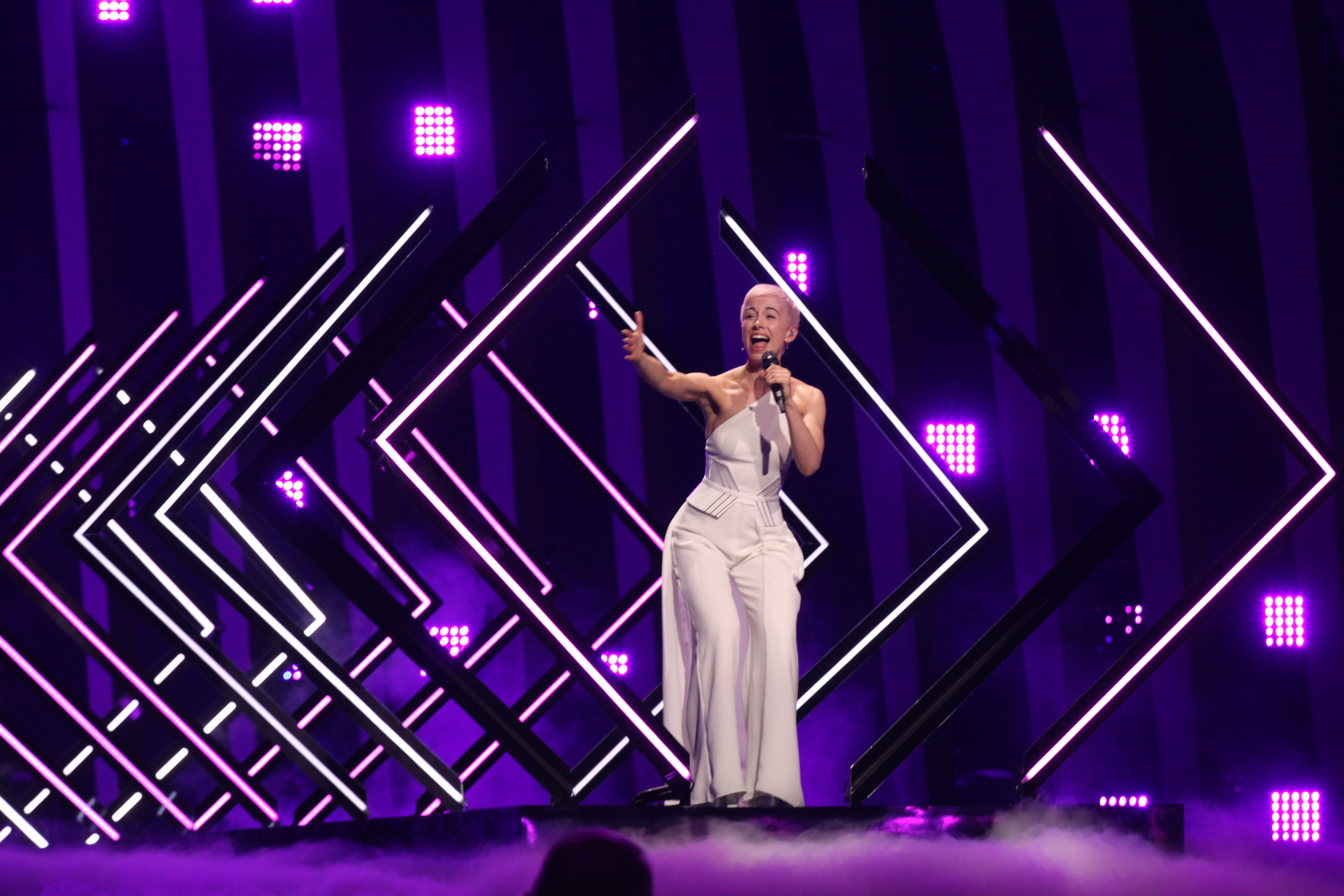
SuRie tijdens de repetities in Lissabon.

Het Verenigd Koninkrijk nam deel aan het Eurovisiesongfestival 2018 in Lissabon, Portugal. Het was de 61ste deelname van het land aan het Eurovisiesongfestival. De BBC was verantwoordelijk voor de Britse bijdrage voor de editie van 2018.

## Selectieprocedure
Op 29 september 2017 maakte de Britse openbare omroep bekend te zullen deelnemen aan de 63ste editie van het Eurovisiesongfestival. Er werd voor geopteerd een nationale finale te organiseren, net als de voorgaande twee jaren.
Geïnteresseerden kregen van 29 september tot en met 27 oktober 2017 de tijd om zich kandidaat te stellen voor deelname aan de nationale voorronde. Op 24 januari 2018 werden de namen van de zes deelnemende acts vrijgegeven. Tijdens de nationale finale werden de punten voor de helft verdeeld door de televoters en voor de andere helft door een achtkoppige vakjury. De show vond plaats in de Brighton Dome in Brighton. Mel Giedroyc was net als een jaar eerder presentatrice van dienst. Zij werd gesteund door Måns Zelmerlöw. SuRie won de nationale finale.

## Nationale finale
7 februari 2018
| Volgorde | Artiest       | Lied            |
| -------- | ------------- | --------------- |
| 1        | RAYA          | Crazy           |
| 2        | Liam Tamne    | Astronaut       |
| 3        | Asanda        | Legends         |
| 4        | Jaz Ellington | You             |
| 5        | SuRie         | Storm           |
| 6        | Goldstone     | I feel the love |

## In Lissabon
Als lid van de vijf grote Eurovisielanden mocht het Verenigd Koninkrijk automatisch deelnemen aan de grote finale, op zaterdag 12 mei 2018. SuRie was als negende van 26 artiesten aan de beurt, net na Cláudia Pascoal uit Portugal en gevolgd door Sanja Ilić & Balkanika uit Servië.
Tijdens het Britse optreden klom een man op het podium. Hij pakte tijdens het tweede refrein de microfoon van zangeres SuRie af, en riep Nazis of the UK media, we demand freedom! War is not peace!. De man werd binnen enkele seconden van het podium verwijderd. SuRie maakte vervolgens haar optreden af. Van de EBU kreeg ze de kans om na het laatste nummer nog een keer op te treden, maar de Britse delegatie verkoos om geen gebruik te maken van deze mogelijkheid. Het Verenigd Koninkrijk eindigde uiteindelijk op de 24ste en voorlaatste plaats.